# Гра всерйоз
«Гра всерйоз» — художній фільм 1992 року по повісті Сергія Устинова «Хто не сховався».

## Аннотация
Оперуповноважений карного розшуку капітан Станіслав Северин, звільнений з міліції за перевищення службових повноважень, на прохання свого начальника знову повертається до служби як дільничний.
Після того, як у присутності Станіслава працівники домоуправління взламали двері житлової квартири, де було виявлено труп і сліди пограбування, капітан мимоволі втягується в розслідування цього злочину. Убитий мешканець, Вікентій Черкізов, зберігав у себе вдома дуже велику суму грошей (4 850 000 рублів), імовірно — «злодійський общак».
Брат покійного, кримінальний авторитет Арсеній Черкізов пропонує Северину сприяння в пошуку вбивць.

## В ролях
- Олег Фомін — капітан міліції Станіслав Северин, дільничний уповноважений, колишній опер
- Олександр Потапов — підполковник міліції Валентин Сергійович Валіулін, начальник відділу МУР
- Армен Джигарханян — карний злочинець Арсеній Федорович Черкізов / Вікентій Федорович Черкізов, брат-близнюк
- Олександр Мартинов — Лерік
- Сергій Ніконенко — старший лейтенант міліції Саня Дискін
- Ольга Толстецька — Марина
- Анатолій Мамбетов (в титрах Анатолій Майбетов) — «Глобус»
- Володимир Ямненко — Віктор Байдаков
- Ніна Антонова — Степаніда, слідчий прокуратури
- Ернст Романов — батько Марини
- Вілорій Пащенко — майор міліції Мнішин
- Борис Романов — Парапетов
- Дзінтарс Бруверіс — Буригін
- Асвад Хасанов — Хасамов
- Георгій Морозюк — Трохимич
- Андрій Крилов — Панькін
- Ксенія Рябінкіна — Лялька, дружина Леріка
- Олег Масленников — Невмянов, слідчий прокуратури
- Марина Могилевська — Скачкова
- Валерій Неведров — Голубко, підполковник міліції
- Катерина Крупеннікова

## Знімальна група
- Автор сценарію: Сергій Устинов
- Режисер: Анатолій Іванов
- Оператори: Василь Бородін, Михайло Кретов
- Художник-постановник: Оксана Тимонішина
- Композитор: Ігор Стецюк

Зйомки фільму проводились у Москві та Києві, хоча за сюжетом усі події відбуваються у Москві. Так, на початку фільму сцени у квартирі та біля житлового будинку знімалися у Києві на вулиці Суворова, будинок № 11.
Напис міліцейським УАЗиком українською мовою: «МІЛІЦІЯ». Номери автомобілів з цієї причини то московські «МО», то київські «КИ».
Екранізація вийшла менш гостросюжетною, ніж книга, з неї було виключено кілька вбивств. Також у фільм не увійшла фінальна репліка в аеропорту Марини та Северина, яка пояснює те, що за її викуп він віддав бандитам не справжні банківські чеки, а копії.